# アーチン・パンジャパン
アーチン・パンジャパン（อาจินต์ ปัญจพรรค์,1927年10月11日- ）はタイ王国の小説家。タイの日刊紙であるマティチョン（มติชน）とクルンテープ・トゥラギット（กรุงเทพธุรกิจ）のコラムニストでもあった。1991年に日本での人間国宝に相当する文学部門におけるタイ王国国家芸術家(ศิลปินแห่งชาติ)の指定を受ける。

## 略歴
1927年10月11日 ナコーンパトム県バーンレーン郡で、父クン・パンジャパン・ピブーン(マーティン ティニット)、母グラセー・パンジャナパン（旧姓:ゴーマーンタット）の子として生まれた。父のクン・パンジャナパン・ピブーンは、カンチャナブリー県ターマカー郡の郡長、さらにプラチュワップキーリーカン県知事、ナコーンパトム県知事を務めた。兄弟姉妹には、姉に同じく作家のチャウム・パンジャパン(ชอุ่ม ปัญจพรรค์)、ラッダー・パンジャパン警察中将、パタナー・パンジャパンがいる。
アーチンは、プラパトム・ウィタヤライ校の初等課程を卒業すると、アムヌワイシン校で中等課程を修了。さらに大学予備科に入学し、チュラロンコーン大学工学部に進学する。しかし、アーチンの大学2年時に第二次世界大戦が勃発したため、大学の授業は中止された。大学のあったバンコクは当時重要な戦略拠点として攻撃の対象にされていたため、学生たちは故郷への疎開を余儀なくされた。戦争が終結するとアーチンは学校に戻ったが、疎開生活のなかでもはや勉学を続ける気がそがれ、大学を中退。父親はアーチンをしつけるためとしてパンガー県の鉱山に送り、仕事に就かせた。その鉱山でアーチンは代表作となる鉱山短編連作(ในเรื่องสั้นชุดเหมือง)に描かれている体験をすることになった。1968年から1988年まで、週刊文芸誌『ファー・ムアン・タイ』（(ฟ้าเมืองไทย）の編集長を務めた。現在、妻と二人で暮らしており、子供はいない。

## 作品
代表作
- 鉱山短編 連作　(หนังสือรวมเรื่องสั้น ชุด เหมืองแร่：2005年　『鉱山大学』　（マハーライ・ムアンレーมหา'ลัย เหมืองแร่）の名で映画化)

長編小説
- 『地面の下』 (ใต้แผ่นดิน)
- 『鉱山の中の物語』(ในเหมืองแร่มีนิยาย)
- 『地中の血』　(เลือดในดิน)
- 『地主-国主』　(เจ้าพ่อ – เจ้าเมือง)
- 『銅鉱山』　(เหมืองทองแดง)

短編小説
- 『鉱山潜入』　（ตะลุยเหมืองแร่)
- 『墨色の鉱山』　(เหมืองน้ำหมึก)
- 『鉱山からの呼び声』　(เสียงเรียกจากเหมืองแร่)
- 『こんにちは鉱山』　(สวัสดีเหมืองแร่)
- 『人の海を渡る』　(ลุยทะเลคน)
- 『とある鉱山』　(เดี่ยวเหมืองแร่)
- 『人間の国』　(เหมืองมนุษย์)
- 『墨が拡がる』　(หมึกกระจาย)
- 『鉱山から来たウグイス』　(เจ้านกขมิ้นจากเหมืองแร่)
- 『遠き寝台』　(ไกลเตียง)
- 『大学が私を拒絶したのだ』　(จุฬาฯปฏิเสธข้าพเจ้า)
- 『鉱山へ戻る』　(กลับไปสู่เหมืองแร่)
- 『不良学生』　(นิสิตเถื่อน)
- 『鉱山　完全版』　(เหมืองแร่ ฉบับสมบูรณ์)

フィクション
- 『足の弱い経済』　(ธุรกิจบนขาอ่อน)
- 『アメリカ潜入-ロシア解剖』　(ตะลุยอเมริกา – ผ่าตัดรัสเซีย)
- 『少年』　(เจ้าหนู)
- 『夜更けの河』　(แม่น้ำยามศึก )

（作品集出典:www.praphansarn.com　より、題名は邦訳がないため、すべて仮訳とする。）

## 翻訳
- - アーチン・パンジャパン　｢川のある町｣　『現代タイ国短編小説集　上巻』　スチャート・サワッシー編　（岩城雄次郎訳）　1982年　井村文化事業社　ISBN9784326910441

## 映画
- - 映画　『マハーライ・ムアンレー』（มหา'ลัย เหมืองแร่)（2005）（英題:The Tin Mine） GTH社　監督　チラ・マリクン